# Cerete
Cerete – miejscowość i gmina we Włoszech, w regionie Lombardia, w prowincji Bergamo.
Według danych na styczeń 2009 gminę zamieszkiwały 1642 osoby przy gęstości zaludnienia 118,1 os./1 km².